# Вольная борьба на летних Олимпийских играх 1976 — до 100 кг
Соревнования по вольной борьбе в категории до 100 кг были частью программы летних Олимпийских игр 1976 года в Монреале.

## Медалисты
- Иван Ярыгин (URS)
- Рассел Хелликсон (USA)
- Димо Костов (BUL)

## Определение победителей
Определение победителей происходило по системе штрафных очков. Борец, набравший 6 и более штрафных очков, выбывал из соревнований. Когда оставалось два или три участника для определения распределения медалей между ними проводился специальный финальный тур.

### Штрафные очки
- 0 — чистая победа, снятие соперника за пассивность или из-за травмы;
- 0,5 — победа за явным преимуществом;
- 1 — победа по очкам;
- 2 — ничья;
- 2,5 — ничья, пассивность;
- 3 — поражение по очкам;
- 3,5 — поражение за явным преимуществом соперника;
- 4 — чистое поражение, снятие за пассивность или из-за травмы.

## Легенда
- DNA — участник не явился;
- TPP — общее количество штрафных очков;
- MPP — количество штрафных очков за схватку;
- TF — чистая победа;
- IN — соперник снят из-за травмы;
- DQ — дисквалификация за пассивность;
- D1 — дисквалификация за пассивность, победитель также был пассивен;
- D2 — дисквалификация за пассивность обоих соперников.

## Ход соревнований

### Круг 1
| TPP | MPP |                         | Результаты |                           | MPP | TPP |
| --- | --- | ----------------------- | ---------- | ------------------------- | --- | --- |
| 3   | 3   | Реза Сухте-Сараи (IRI)  | 6 — 8      | Кацуо Симидзу (JPN)       | 1   | 1   |
| 0   | 0   | Рассел Хелликсон (USA)  | TF / 2:35  | Кейт Пич (GBR)            | 4   | 4   |
| 4   | 4   | Стив Даньяр (CAN)       | TF / 2:44  | Димо Костов (BUL)         | 0   | 0   |
| 3   | 3   | Энач Панаит (ROU)       | 3 — 5      | Хорлоогийн Баянмунх (MGL) | 1   | 1   |
| 3,5 | 3,5 | Харальд Бюттнер (GDR)   | 5 — 13     | Иван Ярыгин (URS)         | 0,5 | 0,5 |
| 4   | 4   | Торе Хэм (NOR)          | TF / 3:18  | Петр Дрозда (TCH)         | 0   | 0   |
| 0   | 0   | Даниэль Верник (ARG)    | TF / 0:17  | Роберт Н'Дайе (SEN)       | 4   | 4   |
| 0   |     | Ханс-Петер Штратц (FRG) |            | Пропустил                 |     |     |

### Круг 2
| TPP | MPP |                           | Результаты |                        | MPP | TPP |
| --- | --- | ------------------------- | ---------- | ---------------------- | --- | --- |
| 3   | 3   | Ханс-Петер Штратц (FRG)   | 4 — 10     | Реза Сухте-Сараи (IRI) | 1   | 4   |
| 5   | 4   | Кацуо Симидзу (JPN)       | DQ / 6:52  | Рассел Хелликсон (USA) | 0   | 0   |
| 7,5 | 3,5 | Кейт Пич (GBR)            | 6 — 14     | Стив Даньяр (CAN)      | 0,5 | 4,5 |
| 0   | 0   | Димо Костов (BUL)         | TF / 4:05  | Энач Панаит (ROU)      | 4   | 7   |
| 2   | 1   | Хорлоогийн Баянмунх (MGL) | 9 — 5      | Харальд Бюттнер (GDR)  | 3   | 6,5 |
| 0,5 | 0   | Иван Ярыгин (URS)         | TF / 1:26  | Даниэль Верник (ARG)   | 4   | 4   |
| 0   | 0   | Петр Дрозда (TCH)         | TF / 2:48  | Роберт Н'Дайе (SEN)    | 4   | 8   |
| 4   |     | Торе Хэм (NOR)            |            | DNA                    |     |     |

### Круг 3
| TPP | MPP |                         | Результаты |                           | MPP | TPP |
| --- | --- | ----------------------- | ---------- | ------------------------- | --- | --- |
| 7   | 4   | Ханс-Петер Штратц (FRG) | TF / 2:58  | Кацуо Симидзу (JPN)       | 0   | 5   |
| 8   | 4   | Реза Сухте-Сараи (IRI)  | TF / 8:26  | Рассел Хелликсон (USA)    | 0   | 0   |
| 8,5 | 4   | Стив Даньяр (CAN)       | FF         | Хорлоогийн Баянмунх (MGL) | 0   | 2   |
| 3,5 | 3,5 | Димо Костов (BUL)       | 5 — 16     | Иван Ярыгин (URS)         | 0,5 | 1   |
| 0   | 0   | Петр Дрозда (TCH)       | TF / 2:19  | Даниэль Верник (ARG)      | 4   | 8   |

### Круг 4
| TPP | MPP |                        | Результаты |                           | MPP | TPP |
| --- | --- | ---------------------- | ---------- | ------------------------- | --- | --- |
| 8   | 3   | Кацуо Симидзу (JPN)    | 6 — 9      | Димо Костов (BUL)         | 1   | 4,5 |
| 0,5 | 0,5 | Рассел Хелликсон (USA) | 14 — 5     | Хорлоогийн Баянмунх (MGL) | 3,5 | 5,5 |
| 1   | 0   | Иван Ярыгин (URS)      | TF / 5:30  | Петр Дрозда (TCH)         | 4   | 4   |

### Круг 5
| TPP | MPP |                           | Результаты |                   | MPP | TPP |
| --- | --- | ------------------------- | ---------- | ----------------- | --- | --- |
| 3,5 | 3   | Рассел Хелликсон (USA)    | 13 — 19    | Иван Ярыгин (URS) | 1   | 2   |
| 4,5 | 0   | Димо Костов (BUL)         | TF / 3:53  | Петр Дрозда (TCH) | 4   | 8   |
| 5,5 |     | Хорлоогийн Баянмунх (MGL) |            | DNA               |     |     |

### Финал
Результаты предварительных схваток учитывались в финале.
| TPP | MPP |                        | Результаты |                   | MPP | TPP |
| --- | --- | ---------------------- | ---------- | ----------------- | --- | --- |
|     | 3,5 | Димо Костов (BUL)      | 5 — 16     | Иван Ярыгин (URS) | 0,5 |     |
|     | 3   | Рассел Хелликсон (USA) | 13 — 19    | Иван Ярыгин (URS) | 1   | 1,5 |
| 4   | 1   | Рассел Хелликсон (USA) | 12 — 6     | Димо Костов (BUL) | 3   | 6,5 |

## Распределение мест
1. Иван Ярыгин (URS)
2. Рассел Хелликсон (USA)
3. Димо Костов (BUL)
4. Петр Дрозда (TCH)
5. Хорлоогийн Баянмунх (MGL)
6. Кацуо Симидзу[англ.] (JPN)
7. Ханс-Петер Штратц (FRG)
8. Даниэль Верник (ARG)